# Comuna de Przytuły
Przytuły (polaco: Gmina Przytuły) é uma gminy (comuna) na Polónia, na voivodia de Podláquia e no condado de Łomża. A sede do condado é a cidade de Przytuły.
De acordo com os censos de 2004, a comuna tem 2198 habitantes, com uma densidade 30,9 hab/km².

## Área
Estende-se por uma área de 71,18 km², incluindo:
- área agricola: 79%
- área florestal: 15%

## Demografia
Dados de 30 de Junho 2004:
|                      | Total   | Total | Mulheres | Mulheres | Homens  | Homens |
| -------------------- | ------- | ----- | -------- | -------- | ------- | ------ |
|                      | pessoas | %     | pessoas  | %        | pessoas | %      |
| População            | 2198    | 100   | 1092     | 49,7     | 1106    | 50,3   |
| Densidade (pop./km²) | 30,9    | 100   | 15,3     | 15,3     | 15,5    | 15,5   |

De acordo com dados de 2002, o rendimento médio per capita ascendia a 1441,42 zł.

## Comunas vizinhas
- Grabowo, Jedwabne, Radziłów, Stawiski, Wąsosz